# ویدیتسه (ناحیه دوماژلیتسه)
ویدیتسه (به چکی: Vidice) یک منطقهٔ مسکونی در جمهوری چک است که در ناحیه دوماژلیتسه واقع شده‌است. ویدیتسه ۱۱٫۹۶ کیلومتر مربع مساحت و ۱۷۹ نفر جمعیت دارد و ۵۰۲ متر بالاتر از سطح دریا واقع شده‌است.